# Visoka Greda
Visoka Greda – wieś w Chorwacji, w żupanii brodzko-posawskiej, w gminie Vrbje. W 2011 roku liczyła 217 mieszkańców.